# Ludmila Navrátilová
Ludmila Navrátilová (* 25. září 1965) je česká politička, v letech 2009 až 2010 poslankyně Poslanecké sněmovny PČR, v letech 2012 až 2016 zastupitelka a radní Pardubického kraje, členka ČSSD

## Vzdělání, profese a rodina
Po maturitě v roce 1985 na Střední ekonomické škole v Hradci Králové nastoupila na poštu ve Skutči, kde pracovala postupně jako doručovatelka, úřednice a později jako vedoucí pošty až do roku 1995. Kvůli nemoci dcery musela přejít na ZŠ ve Skutči, kde byla zaměstnaná jako uklízečka. Od roku 1998 až do svého vstupu do PSP ČR působila jako metodik pro daně z příjmů na Finančním úřadu v Pardubicích. S manželem Jiřím vychovala dvě dcery, Alenu a Pavlu.

## Politická kariéra
Do ČSSD vstoupila v roce 2000. V komunálních volbách roku 2002, komunálních volbách roku 2006 a komunálních volbách roku 2010 neúspěšně kandidovala do zastupitelstva města Skuteč za ČSSD (podle jiného zdroje byla v letech 2006-2010 radní města Skuteč). Profesně se uvádí k roku 2002 jako úřednice, v roce 2006 coby kontrolorka FÚ a v roku 2010 jako projektový manažer. V komunálních volbách 2010 se nedostala do zastupitelstva Skutče, přestože kandidovala na 1. místě.
Ve volbách v roce 2006 kandidovala do poslanecké sněmovny za ČSSD (volební obvod Pardubický kraj). Nebyla zvolena, ale v dolní komoře parlamentu zasedala od března 2009, kdy nahradila odstoupivšího hejtmana Radko Martínka. Působila jako členka Výboru pro veřejnou správu a regionální rozvoj. Ve sněmovně setrvala do voleb v roce 2010. Ve volbách 2010 svůj mandát neobhájila. Po volbách se uvádělo, že bude působit jako asistentka poslance.
V březnu 2011 se před sjezdem ČSSD zmiňovala jako jedna z uchazeček o post místopředsedy sociální demokracie z řad žen. Profilovala se tím, že by se podílela na sestavování hospodářských priorit v programu ČSSD a zlepšila by účetnictví strany. V roce 2012 se uvádí coby předsedkyně OVV ČSSD Chrudim.
V krajských volbách roku 2012 byla zvolena do Zastupitelstva Pardubického kraje za ČSSD. Po volbách navíc zasedla do krajské rady, kde měla na starosti investice a majetek. Ve volbách v roce 2016 mandát krajské zastupitelky obhajovala, ale neuspěla.